# Baranów (Grodzisk Mazowiecki)
Pour les articles homonymes, voir Baranów.
Baranów (prononciation : [baˈranuf]) est un village polonais de la gmina de Baranów dans le powiat de Grodzisk Mazowiecki de la voïvodie de Mazovie dans le centre-est de la Pologne.
Il est le siège administratif de la gmina appelée gmina de Baranów.
Il se situe à environ 10 kilomètres à l'ouest de Grodzisk Mazowiecki (siège du powiat) et à 37 kilomètres à l'ouest de Varsovie (capitale de la Pologne).
Le village possède une population de 334 habitants en 2006.

## Histoire
De 1975 à 1998, le village appartenait administrativement à la voïvodie de Skierniewice.